# 넘버원코리안
넘버원코리안 (NO.1 KOREAN)은 대한민국의 록 밴드이다.

## 구성원
- 권우유 (권용민) - 보컬
- 김지환 - 트럼펫
- 박경모 - 트럼펫, 플루겔혼
- 윤재형 - 트럼본
- 방주 (방주원) - 베이스
- 성원우 - 드럼
- 김수유 - 기타
- 이준섭 - 키보드

## 음반

### 정규 앨범
- Singing Number One (2007년)
- 왁자지껄 우당탕탕 니가 그 어디에 있다해도 태양은 항상 우릴 비추지 (2008년)
- 외롭지 말아요 (2011년)

### 싱글
- 하나된 겨울 (2007년)
- Sunny Road (2009년)
- 외롭지 말아요 (2012년)
- 외투 (2015년)
- 가까이 더 가까이 (2017년)

## EP
- 내 작은 달력 (2014년)
- 빨주노초파남보 (2012년)